# Мусаев, Вадим Ибрагимович
Вади́м Ибраги́мович Муса́ев (19 марта 1962 года) — российский историк, доктор исторических наук, профессор кафедры международных отношений Института международных образовательных программ СПбГПУ; ведущий научный сотрудник, член Учёного совета СПбИИ РАН.
Сфера научных интересов: политические, этноконфессиональные, миграционные процессы на Северо-Западе России и в Балтийском регионе.

## Биография
- с 1979 по 1984 год — учёба в ЛГПИ им. А. И. Герцена;
- с 1986 по 1988 год — архивист Ленинградского государственного исторического архива;
- с 1988 года по настоящее время — работа в Санкт-Петербургском институте истории РАН (ЛОИИ АН СССР)[1]; 
  - с 1988 года — старший лаборант отдела истории советского общества;
  - с 1990 года — младший научный сотрудник;
  - с 1994 года — научный сотрудник отдела современной истории России;
  - с 2001 года — старший научный сотрудник;
  - с 2003 года — ведущий научный сотрудник;
- 1993 год — защита кандидатской диссертации «Белое движение на Северо-Западе России в 1918—1920 гг. и политика Великобритании»;
- 2002 год — защита докторской диссертации «Ингерманландский вопрос во взаимоотношениях и внутренней политике России и Финляндии в конце XIX — XX вв.»;
- с 2001 по 2010 год — учёный секретарь отдела современной истории России СПбИИ РАН;
- с 2008 года — член Учёного совета СПбИИ РАН.

Автор более 130 печатных работ.
Специалист по отечественной истории, истории Финляндии, истории Ингерманландии. В область научных интересов входит изучение проблем миграции в Прибалтике, положения православной церкви в Финляндии.

### Преподавательская деятельность
- с 2005 года — профессор кафедры международных отношений Института международных образовательных программ Санкт-Петербургского государственного политехнического университета

### Премии и награды
- поощрительный диплом Литературной премии имени Маршала Советского Союза Л. А. Говорова Законодательного собрания Санкт-Петербурга за книгу «Северо-Запад в годы Великой Отечественной войны 1941—1945 гг.» (2006)[3]
- лауреат премии митрополита Макария по гуманитарным наукам 2018-2019 гг. в номинации «История православных стран и народов» за монографию «Православие в Прибалтике в 1890-1930-е гг.» (2019)[1]